# Cales (sàtrapa)
Cales o Cal·les (Calas o Callas, Κάλας, Κάλλας) fou el fill del traïdor Hàrpal d'Elimiotis, i cosí d'Antígon el borni. Va dirigir un cos de l'exèrcit que Filip II de Macedònia va enviar a Àsia dirigit per Parmeni i Àtal (336 aC). El seu grup fou derrotat en una batalla a la [Troade] contra Memnó de Rodes i es va refugiar a Rhaetum (Rhaetion).
A la batalla de Grànic (334 aC) va dirigir la cavalleria tessàlia i Alexandre el va nomenar tot seguit sàtrapa de Frígia Hel·lespòntica o Dascilios, a la que una mica després va afegir Paflagònia. Es creu que va morir abans de la traïció del seu pare el 325 aC i un nou sàtrapa de nom Demarc ja apareix a la Frígia Hel·lespòntica en temps d'Alexandre el gran que va morir el 323 aC.